# Dietrich und Wenezlan
Dietrich und Wenezlan ist Titel eines Heldengedichts, das nur noch als Fragment (499 Reimpaarverse) einer nordostbairischen Pergamenthandschrift erhalten ist. Es steht vom Inhalt her zwischen historischer und aventiurehafter Dietrichepik. Wenezlan, Fürst aus Polen, will sich mit Dietrich von Bern, der am Hofe Etzels im Exil lebt, im Zweikampf messen. Davon hängt die Freilassung der von ihm gefangenen Gefährten Dietrichs  – Hildebrand und Wolfhart – ab. Nach anfänglichem Widerstreben erklärt sich Dietrich zum Kampf bereit. Mit Etzel und seinem Heer begibt er sich zu Wenezlan. Der Kampf wird in Gegenwart von Damen turniermäßig durchgeführt. Der Kampf dauert den ganzen Tag, erst hat Wenezlan, dann Dietrich die Oberhand. Der Text bricht mit einem Stoßseufzer Dietrichs ab.
Schwache Parallelen finden sich zu den in der Thidrekssaga geschilderten Slawenkämpfen Dietrichs. Und in dem Heldenepos von Biterolf und Dietleib tritt  ein Böhmenkönig mit dem ähnlichen Namen Witzlân als Gegner Etzels auf; dieser Witzlân könnte Wenzel I. von Böhmen (1230–1253) zum Vorbild haben.
Während die Exilsituation an Etzels Hof und das Motiv der gefangenen Gefolgsleute in den Bereich der historischen Dietrichepik gehören, erinnern die anfängliche Weigerung Dietrichs und die Aufforderung Wenezlans, vor den Frauen mit ihm zu kämpfen, an Dichtungen aus der aventiurehaften Dietrichepik wie dem Eckenlied.